# Monte d’Accoddi
Monte d'Accoddi je neolitsko arheološko najdišče na severu Sardinije na ozemlju Sassarija v Italiji. Mesto je sestavljeno iz masivne dvignjene kamnite ploščadi, za katero se domneva, da je bila oltar. Zgradila ga je kultura Ozieri ali prej, z najstarejšimi deli iz obdobja okoli 4000–3650 pr. n. št..

## Zgodovina
Najdišče je bilo odkrito leta 1954 na polju v lasti družine Segni. Prvotno strukturo je zgradila kultura Ozieri ali prej ok. 4000–3650 pred našim štetjem in ima osnovo 27 m krat 27 m in je verjetno dosegla višino 5,5 m. Vrhunec je dosegla na ploščadi velikosti približno 12,5 m krat 7,2 m, dostopni po klančini. Nobenih prostorov ali vhodov v gomilo niso našli, kar vodi do domneve, da je šlo za oltar, tempelj ali stopničasto piramido. Morda je služila tudi opazovalni funkciji, saj je njen kvadratni tloris usklajen s kardinalnimi točkami kompasa.
Med letoma 3500 in 3000 pr. n. št. so bili ostanki prvotne zgradbe v celoti prekriti s plastno mešanico zemlje in kamna, nato pa so bili uporabljeni veliki bloki apnenca, da bi vzpostavili drugo ploščad, ki je tvorila stopničasto piramido (36 m × 29 m, višine približno 10 m), dostopna z drugo klančino, dolgo 42 m, zgrajeno nad starejšo. Ta drugi tempelj je podoben mezopotamskim ziguratom in ga pripisujejo obdobju pod Ozierijem.
Arheološka izkopavanja iz bakrenodobni plasti Abealzu-Filigosa kažejo, da je bil Monte d'Accoddi uporabljen za žrtvovanje živali, pri čemer so našli ostanke ovac, goveda in prašičev v skoraj enakem deležu. Je med najzgodnejšimi znanimi žrtvenimi kraji v zahodni Evropi, ki zagotavlja vpogled v razvoj ritualov v prazgodovinski družbi in si prisluži oznako »najbolj edinstven kultni spomenik v zgodnjem zahodnem Sredozemlju«.
Lončenina kulture zvončastih čaš se pojavi v Monte d'Accoddi po ok. 2500 pr. n. št. Najdbe vključujejo polkrogle sklede, skodelice, trinožce ali štirinožce in nazobčane sklede. Posode so bile okrašene v »čistem pomorskem slogu«, pa tudi s kompleksnejšimi razporeditvami trikotnikov ali cikcakov.
Zdi se, da je bilo mesto Monte d'Accoddi ponovno zapuščeno okoli leta 1800 pr. n. št., na začetku nuraške dobe.
Na podlagi dokazov o arhitekturi, obrednih ostankih in diagnostični keramiki sta G. in M. Webster v letih 2017 in 2019 trdila, da je status spomenika produkt migracijskega dogodka (verjetno izgnanstva), ki se je začel iz Mezopotamije v prvi polovici 4. tisočletja pr. n. št.

## Okolica
Okolica Monte d'Accoddi je bila izkopana v 1960-ih in je zagotovila znake pomembnega svetega središča. Blizu jugovzhodnega vogala spomenika je dolmen, čez klančino pa stoji precejšen menhir, eden od več stoječih kamnov, ki so jih prej našli v bližini. Izkopani so bili temelji več manjših objektov (verjetno stanovanjskih) in več skrivnostnih izklesanih kamnov. Najbolj impresiven med njimi je velik balvan, izklesan v obliki jajca in nato prerezan na subtilni ukrivljeni tridimenzionalni črti.

## Rekonstrukcija
Spomenik je bil v 1980-ih delno rekonstruiran. Odprt je za javnost in dostopen po stari trasi ceste SS131, v bližini zaselka Ottava. Od mesta Sassari je oddaljeno 14,9 km. Do lokacije ni javnega prevoza. Odpiralni čas se čez leto spreminja.

## Galerija
- Monte d'Accoddi
- Dolmen in izklesan balvan v ospredju
- Menhir (stoječi kamen)
- Eden od oltarjev
- Ženski kipec, najden na tem mestu, datiran v 3200–2700 pr. n. št.
- Ozierijeva stela, ok. 3500–2700 pr. n. št., iz Monte d'Accoddi
- Izklesan balvan
- Kerami kulture zvončastih čaš, ok. 2500 pr. n. št.[14]